# Gianni Ambrosio

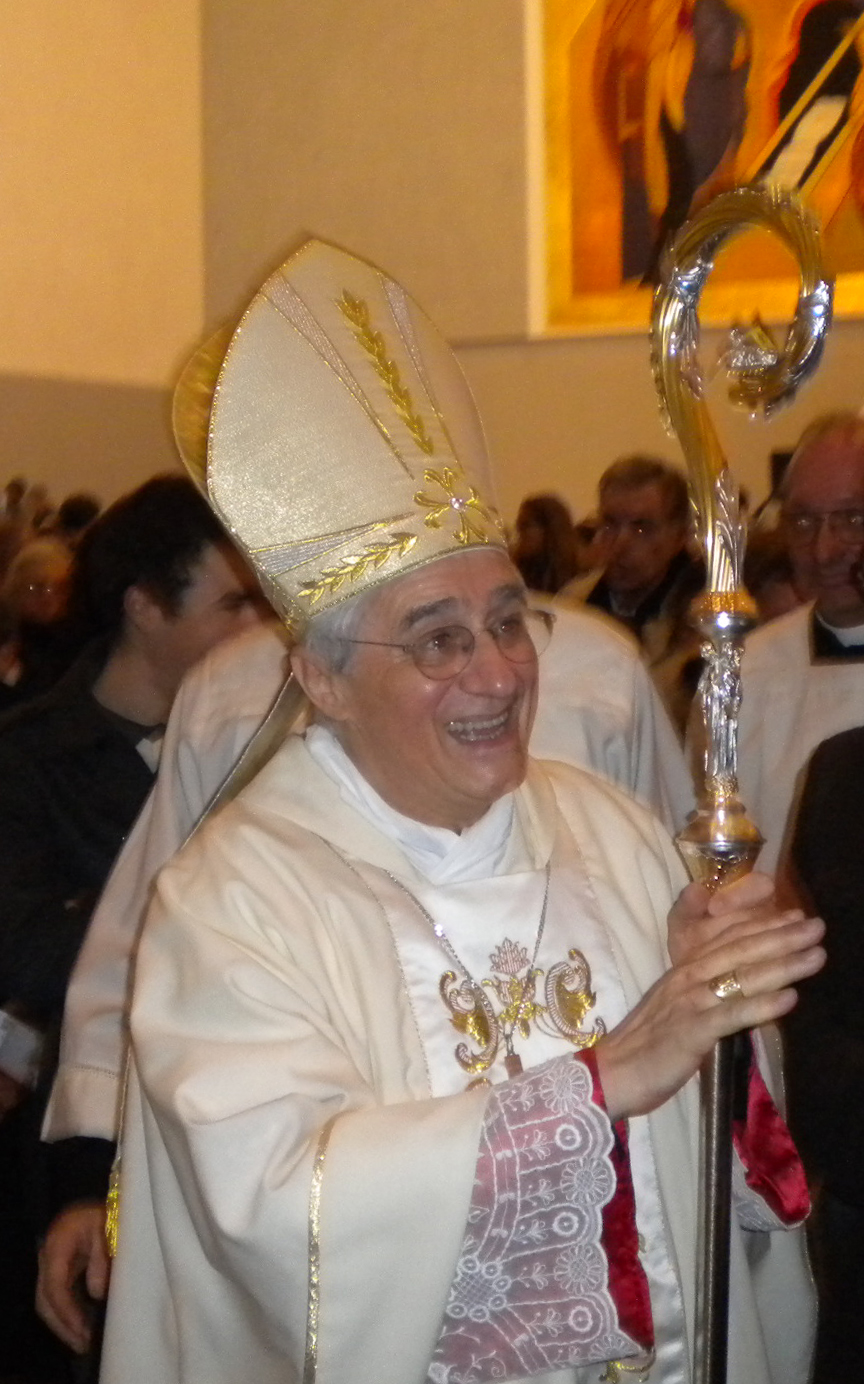
Bischof Gianni Ambrosio

Gianni Ambrosio (* 23. Dezember 1943 in Santhià, Provinz Vercelli, Italien) ist ein italienischer Geistlicher und emeritierter römisch-katholischer Bischof von Piacenza-Bobbio.

## Leben

Bischofswappen

Gianni Ambrosio empfing am 7. Juli 1968 durch den Erzbischof von Vercelli, Albino Mensa, das Sakrament der Priesterweihe.
Am 22. Dezember 2007 ernannte ihn Papst Benedikt XVI. zum Bischof von Piacenza-Bobbio. Kardinalstaatssekretär Tarcisio Kardinal Bertone SDB spendete ihm am 16. Februar 2008 die Bischofsweihe; Mitkonsekratoren waren der Erzbischof von Vercelli, Enrico Masseroni, und der Bischof von Brescia, Luciano Monari.
Papst Franziskus nahm am 16. Juli 2020 seinen altersbedingten Rücktritt an.
Ab dem 15. Januar 2021 war Gianni Ambrosio Apostolischer Administrator des vakanten Bistums Massa Carrara-Pontremoli. Am 22. Mai 2022 spendete er dem neuen Bischof von Massa Carrara-Pontremoli, Mario Vaccari OFM, die Bischofsweihe, womit sein Amt als Administrator endete.